# Pastor Cuquejo
Eustaquio Pastor Cuquejo Verga C.SS.R. (San Estanislao, 20 de septiembre de 1939-Asunción, 22 de agosto de 2023) fue un arzobispo católico paraguayo. Obispo auxiliar de Asunción (1982-1990); del Alto Paraná (1990-1992); castrense (1992-2002) y Arzobispo de Asunción (2002-2014).

## Biografía
Nació en la localidad paraguaya de San Estanislao, en el Departamento de San Pedro en 1939. Hijo de Zacarías Cuquejo y Eva Concepción Verga. Fue bautizado en la Iglesia Parroquial de san Estanislao (22 de febrero de 1940). A finales de 1947 se trasladó a Asunción, donde concluyó su educación primaria y cursó la secundaria en el colegio Goethe.

### Vida religiosa
A los veinticinco años fue designado superior de la Congregación del Santísimo Redentor (21 de enero de 1964). Fue ordenado sacerdote por el cardenal arzobispo de Nueva York, Francis Spellman (21 de junio de 1964). Tres años después ingresó en el Seminario de los Misioneros Redentoristas en Bella Vista, Buenos Aires (1967).

### Episcopado
El Papa Juan Pablo II le nombró obispo auxiliar de Asunción y obispo titular de Budua (27 de junio de 1982). Su ordenación episcopal se celebró el 15 de agosto. Posteriormente fue nombrado: obispo del Alto Paraná (19 de abril de 1990), obispo Castrense de Paraguay y obispo Titular de Aufinium (5 de mayo de 1992). Renunció el 7 de marzo de 1998. Y finalmente, el 15 de junio de 2002 fue designado arzobispo de Asunción.
En 2011 le diagnosticaron polineuropatía. Durante un viaje a Baltimore, Maryland para tratar su enfermedad, sufrió un accidente coronario. Al cumplir los 75 años presentó su renuncia al Papa Francisco (20 de septiembre de 2014) que la aceptó poco después (6 de noviembre).
En 2014, fue acusado públicamente de homosexualidad por Rogelio Livieres Plano, obispo de Ciudad del Este, lo que provocó un gran escándalo en Paraguay. El obispo Pastor Cuquejo, sin embargo, conservó su cargo episcopal durante unos meses, mientras que el obispo Livieres Plano fue destituido.

### Fallecimiento
Falleció a los 83 años, en la mañana del 22 de agosto de 2023, en el Hospital Universitario de Asunción, tras 64 años de profesión religiosa, 59 de vida sacerdotal y 41 de ministerio episcopal.